# Alkegen
Alkegen (ehemals Unifrax) ist ein amerikanischer Hersteller von Hochtemperaturwolle mit Sitz in Tonawanda, der im Besitz der Private-Equity-Gesellschaft American Securities ist.

## Geschichte
1891 als The Carborundum Company („Karborund-Gesellschaft“) gegründet. 1942 wurde dort die Keramikfaser erfunden und 1951 unter dem Handelsnamen Fiberfrax auf den Markt gebracht. Das Unternehmen geriet in den Besitz von British Petroleum, die es 1996 an Saint-Gobain verkaufte. Das Fasergeschäft wurde dabei als  Unifrax abgespalten und an den Investor Kirtland Capital Partners verkauft. Dieser gab das Unternehmen 2003 an American Securities Capital Partners weiter.
2013 wurde die thüringische Lauscha Fiber International übernommen.
Im Jänner 2022 ändert das Unternehmen seinen Namen zu Alkegen.